# مايك سيلفستر
مايك سيلفستر (بالإيطالية: Mike Sylvester)‏ مواليد 1951، هو لاعب كرة سلة إيطالي سابق تحول إلى التدريب بعد الاعتزال. مثّل منتخب بلاده. شارك في مسابقة كرة السلة في الألعاب الأولمبية الصيفية.

## الميداليات
| الميدالية | المسابقة                       |
| --------- | ------------------------------ |
| فضية      | الألعاب الأولمبية الصيفية 1980 |

## روابط خارجية
- مايك سيلفستر على موقع الاتحاد الدولي لكرة السلة (الإنجليزية)
- مايك سيلفستر على موقع سبورتس رفرنس (الإنجليزية)
- مايك سيلفستر على موقع كلية كرة السلة في سبورتس رفرنس.كوم (الإنجليزية)
- مايك سيلفستر على موقع ريلجم (الإنجليزية)
- مايك سيلفستر على موقع بروبوليرز (الإنجليزية)
- مايك سيلفستر على موقع سبورتس رفرنس (الإنجليزية)
- مايك سيلفستر على موقع اللجنة الأولمبية الدولية (الإنجليزية)
- مايك سيلفستر على موقع أوليمبيديا (الإنجليزية)
- مايك سيلفستر على موقع اللجنة الأولمبية الإيطالية (الإيطالية)